# ピーター・ビューエル・ポーター

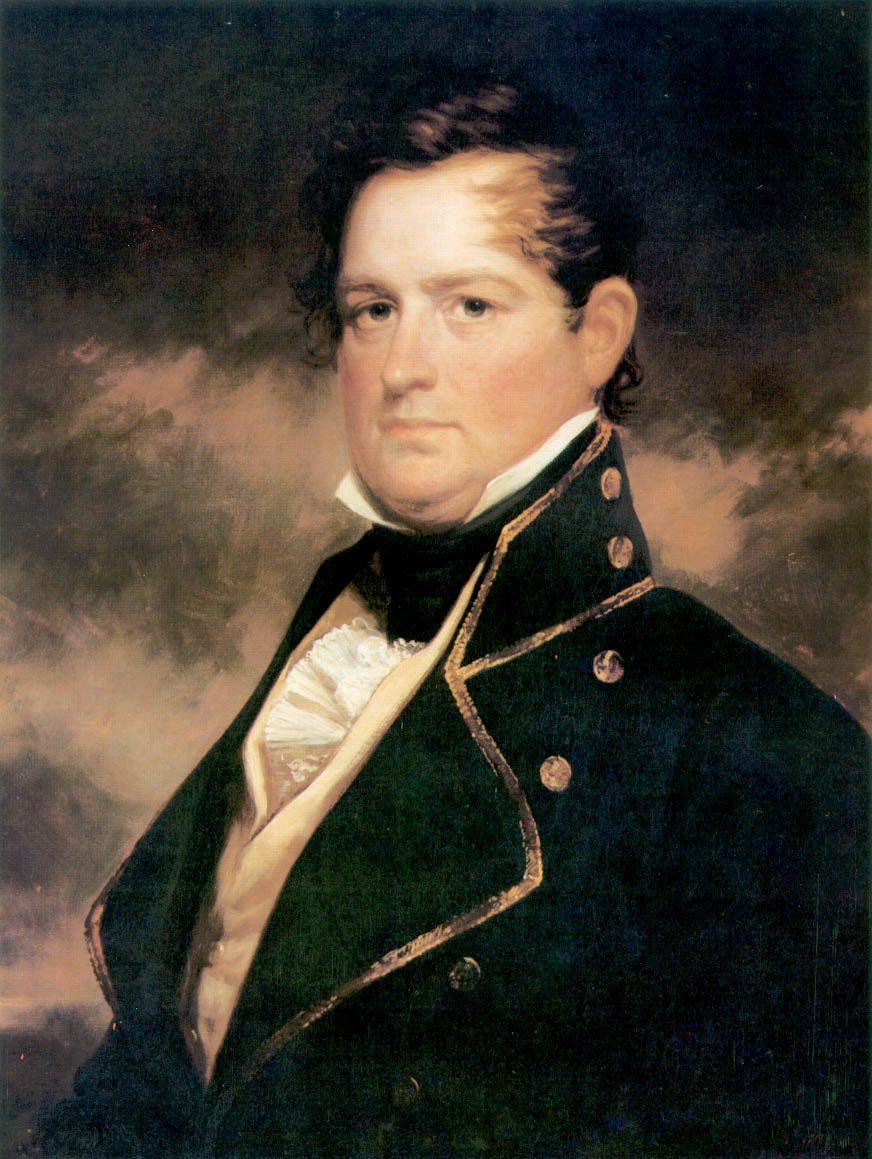
ピーター・ビューエル・ポーター

ピーター・ビューエル・ポーター（Peter Buell Porter, 1773年8月14日 - 1844年3月20日）は、アメリカ合衆国の軍人、政治家。1828年から1829年まで第12代アメリカ合衆国陸軍長官を務めた。

## 生い立ちと初期の経歴
1773年8月14日、ポーターはコネチカット植民地ソールズベリーにおいて、ジョシュア・ポーター (Joshua Porter, 1730-1825) とアビゲイル・ビューエル (Abigail Buell, 1730-1825) の息子として誕生した。ポーターは1791年にイェール大学を卒業した。ポーターはその後リッチフィールドで法律を学び、弁護士として認可を受けた。ポーターは1793年にニューヨーク州カナンデーグアで弁護士業を開業した。ポーターは1797年から1804年までニューヨーク州オンタリオ郡で事務官を務め、1802年と1828年にニューヨーク州下院議員を務めた。

## 連邦議会での政治
1809年秋、ポーターはニューヨーク州バッファローに移り、共和党から連邦下院議員に立候補した。ポーターは1809年3月4日から1813年3月3日まで2期4年、下院議員を務めた。3期目の立候補は辞退した。ポーターは連邦下院議員として、ハドソン川からエリー湖に至る運河建設の調査手続きを推し進めた。またイギリスとの戦争に備える準備委員会では戦争已む無しとの立場を貫き、委員長も務めた。

## 米英戦争
米英戦争において、ポーターは1812年5月から10月までニューヨーク州民兵の補給局長を務めた。ポーターはアレクサンダー・スミス将軍に随行してイギリス領カナダでの作戦に従事したが、戦わずして失敗に終わり、非難を浴びた。ポーターはその後、ニューヨーク州民兵に先住民族6民族を加えた旅団を組織した。ポーターはチッパワの戦い、ナイアガラの戦い、エリー湖の湖上戦で准将として旅団を指揮し、戦果を挙げた。ポーターはこの功績を評価され、1814年11月3日に議会の共同決議により「武勇と善行」を称える金記章を贈られた。
1814年、ポーターは連邦下院議員に選出され、翌1815年3月に着任した。1816年1月、ポーターはニューヨーク州州務長官に指名され、連邦下院議員を辞任した。1817年、ポーターはニューヨーク州知事に立候補したが、デウィット・クリントンに敗北した。ポーターは1824年から1830年までニューヨーク州大学校の評議員を務めた。

## アメリカ合衆国陸軍長官
ポーターは1828年5月から1829年3月までジョン・クインシー・アダムズ大統領の下で陸軍長官を務めた。ポーターは東部に居住する先住民族をミシシッピ川以西に移住させることを主張した。

## 晩年
ポーターは1836年にニューヨーク州ナイアガラフォールズに移り住み、1840年にホイッグ党の大統領選挙人を務めた。
1844年3月20日、ナイアガラフォールズで死去。遺体は当地のオークウッド墓地に埋葬された。

## 家族
1818年10月16日、ポーターはニューヨーク州ニューヨークにおいて、ジョン・ブレッキンリッジの娘のレティシア・プレストン・ブレッキンリッジ (Letitia Preston Breckinridge, 1786-1831) と結婚した。2人の間には次の子供が生まれた。
- エリザベス・ルイス・ポーター (Elizabeth Lewis Porter, 1823-1876)
- ピーター・オーガスタス・ポーター (Peter Augustus Porter, 1827-1864)